# Circunscripciones parlamentarias de Glasgow

La región electoral parlamentaria escocesa de Glasgow se muestra dentro de Escocia.

La ciudad de Glasgow, ubicada en Escocia, Reino Unido, está representada tanto en el Parlamento de Westminster en Londrescomo en el Parlamento de Escocia en Holyrood, Edimburgo. En Westminster, está representado por siete miembros del Parlamento (MP), todos elegidos para representar a distritos electorales individuales al menos una vez cada cinco años, utilizando el sistema de votación del primero en el pasado. En Holyrood, Glasgow está representada por dieciséis MSP, nueve de los cuales son elegidos para representar a distritos electorales individuales una vez cada cinco años utilizando el primer puesto, y siete de los cuales son elegidos como miembros adicionales, mediante representación proporcional.
Los distritos electorales actuales de Westminster han estado en uso desde las elecciones generales de 2005, y los que se usan actualmente en Holyrood se implementaron luego de una revisión de límites en 2011. En Westminster, seis diputados que representan distritos electorales de Glasgow pertenecen al Partido Nacional Escocés y uno al Partido Laborista. Cada diputado fue elegido en 2017. En Holyrood, después de las elecciones de mayo de 2016, los nueve escaños del distrito electoral de Glasgow están actualmente ocupados por el Partido Nacional Escocés. Cuatro miembros laboristas, así como dos del Partido Conservador y uno del Partido Verde, también fueron elegidos de la lista regional de Glasgow.

## Distritos electorales de Westminster
- Tabla como después de las elecciones generales del Reino Unido de 2019:

| Nombre                  | Mayoría | Miembro del Parlamento | Oposición más cercana | Zonas cubiertas | Mapa |
| ----------------------- | ------- | ---------------------- | --------------------- | --- | ---- |
| Glasgow Central         | 6,474   | Alison Thewliss        | Faten Hameed          | Anderston, Bellahouston, Blythswood Cerro, Bridgeton, Calton, Camlachie, Cowcaddens, Charing Cross, Dalmarnock, Finnieston, Garnethill, Garrowhill, Gorbals, Hutchesontown, Laurieston, Ciudad de Mercader, Distrito de Parque, Ruchill, Strathbungo, Townhead                            |      |
| Glasgow Este            | 5,566   | David Tilo             | Kate Watson           | Auchenshuggle, Baillieston, Barlanark, Barrowfield, Braidfauld, Budhill, Carmyle, Craigend, Cranhill, Easterhouse, Garthamlock, Greenfield, Lightburn, Lilybank, Monte Vernon, Newbank, Parkhead, Queenslie, Sandyhills, Shettleston, Springboig, Springhill, Tollcross                   |      |
| Glasgow Del norte       | 5,601   | Patrick Grady          | Pam Duncan-Glancy     | Botany, Dowanhill, Alto Ruchill, Hillhead, Hyndland, Kelvinbridge, Kelvindale, Kelvinside, Lambhill, Maryhill, Bosques, Woodside, Wyndford, Yorkhill |      |
| Glasgow Este del norte  | 2,548   | Anne McLaughlin        | Paul Sweeney          | Balornock, Barmulloch, Blackhill, Blochairn, Carntyne, Cowlairs, Dennistoun, Germiston, Haghill, Hamiltonhill, Hogganfield, Millerston, Milton, Possilpark, Provanmill, Riddrie, Robroyston, Royston, Ruchazie, Sighthill, Springburn,                                                    |      |
| Glasgow Oeste del norte | 8,359   | Carol Monaghan         | Patricia Ferguson     | Anniesland, Blairdardie, Broomhill, Drumchapel, Garscadden, Jordanhill, Knightswood, Netherton, Partick, Scotstoun, Templo, Thornwood, Whiteinch, Yoker |      |
| Glasgow Del sur         | 9,005   | Stewart McDonald       | Johann Lamont         | Auldhouse, Battlefield, Carmunnock, Carnwadric, Castlemilk, Cathcart, Croftfoot, Crosshill, Crossmyloof, Hillpark, Kennishead, el parque del rey, Langside, Mansewood, Florida de Monte, Muirend, Newlands, Pollokshaws, Polmadie, Priesthill, el parque de la reina, Simshill, Tradeston |      |
| Glasgow Oeste del sur   | 4,900   | Chris Stephens         | Mate Kerr             | Arden, Cardonald, Cessnock, Corkerhill, Cowglen, Craigton, Darnley, Deaconsbank, Drumoyne, Govan, Hasta la mitad, Hillington, Hurlet, Ibrox, Jenny Lind, Linthouse, Mosspark, Pollok, Pollokshields, Shawlands, Southpark, Toryglen,                                                      |      |

## Distritos electorales de Holyrood
- Actual (desde 2011)
  - Glasgow Anniesland
  - Glasgow Cathcart
  - Glasgow Kelvin
  - Glasgow Maryhill Y Springburn
  - Glasgow Pollok
  - Glasgow Provan
  - Glasgow Shettleston
  - Glasgow Southside
- Histórico (1999 a 2007)
  - Glasgow Baillieston
  - Glasgow Govan
  - Glasgow Maryhill
  - Glasgow Springburn
  - Glasgow Rutherglen·
- Elecciones
  - 1999
  - 2003
  - 2007
  - 2011
  - 2016
  - 2021

## Representación histórica

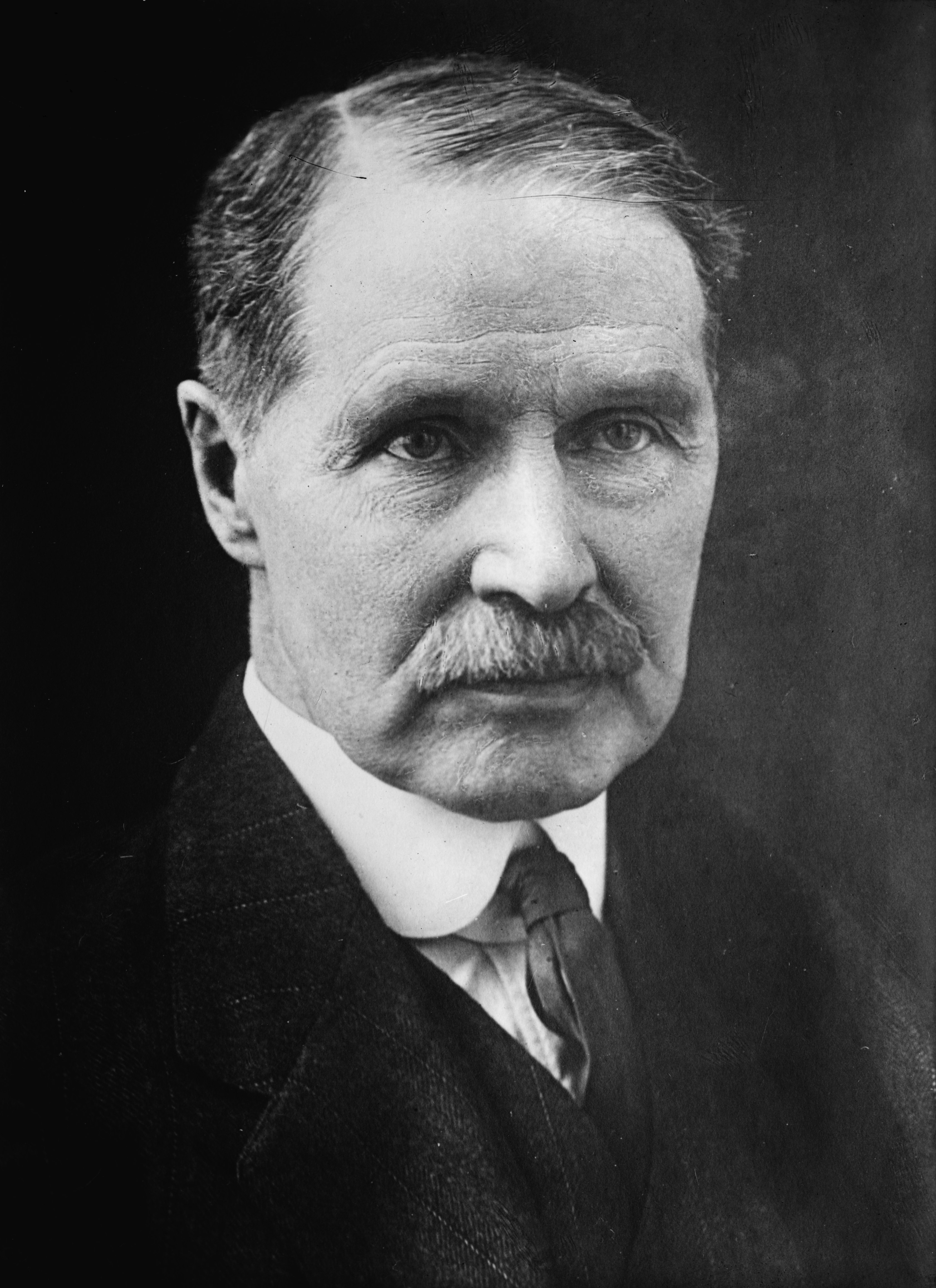
Bonar Law fue primer ministro del Reino Unido de 1922 a 1923 y fue diputado conservador de Glasgow Central de 1918 a 23.

### 1708–1801
- Clyde Burghs - Distrito electoral de Burgh que eligió un diputado a Westminster.

### 1832–1885
- Glasgow - Distrito electoral de Burgh que eligió a dos diputados a Westminster de 1832 a 1868, y luego a tres miembros de 1868 a 1885.

### 1885–1918
- Glasgow Blackfriars Y Hutchesontown
- Glasgow Bridgeton
- Glasgow Camlachie
- Glasgow Universidad
- Glasgow Central
- Glasgow St Rollox
- Glasgow Tradeston

### 1918–1950

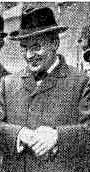
George Nicoll Barnes fue líder del Partido Laborista en 1910-11 y diputado de Glasgow en 1906-22.

- Glasgow Bridgeton
- Glasgow Camlachie
- Glasgow Cathcart
- Glasgow Central
- Glasgow Gorbals
- Glasgow Govan
- Glasgow Hillhead
- Glasgow Kelvingrove
- Glasgow Maryhill
- Glasgow Partick
- Glasgow Pollok
- Glasgow St. Rollox
- Glasgow Shettleston
- Glasgow Springburn
- Glasgow Tradeston

### 1950–1955
- Glasgow Bridgeton
- Glasgow Camlachie
- Glasgow Cathcart
- Glasgow Central
- Glasgow Gorbals
- Glasgow Govan
- Glasgow Hillhead
- Glasgow Kelvingrove
- Glasgow Maryhill
- Glasgow Pollok
- Glasgow Scotstoun
- Glasgow Shettleston
- Glasgow Springburn
- Glasgow Tradeston
- Glasgow Woodside

### 1955–1974
- Glasgow Bridgeton
- Glasgow Cathcart
- Glasgow Central
- Glasgow Gorbals
- Glasgow Govan
- Glasgow Hillhead
- Glasgow Kelvingrove
- Glasgow Maryhill
- Glasgow Pollok
- Glasgow Provan
- Glasgow Scotstoun
- Glasgow Shettleston
- Glasgow Springburn
- Glasgow Tradeston
- Glasgow Woodside

### 1974–1983

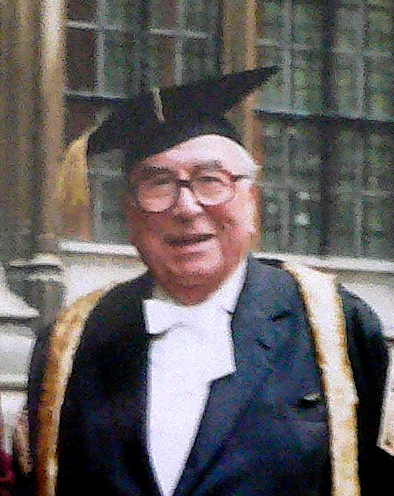
Roy Jenkins fue uno de los fundadores del SDP y el diputado de Glasgow Hillhead 1982-1987.

- Glasgow Cathcart
- Glasgow Central
- Glasgow Craigton
- Glasgow Garscadden
- Glasgow Govan
- Glasgow Hillhead
- Glasgow Kelvingrove
- Glasgow Maryhill
- Glasgow Pollok
- Glasgow Provan
- Glasgow El parque de la reina
- Glasgow Shettleston
- Glasgow Springburn